# Алтинкуль (Андижанська область)
40°48′0″ пн. ш. 72°10′22″ сх. д. / 40.80000° пн. ш. 72.17278° сх. д.
Алтинку́ль (узб. Олтинкўл, Oltinko’l) — населений пункт в Узбекистані, центр Алтинкульського району Андижанської області.
Розташований у Ферганській долині, на каналі Улугнар, за 15 км на захід від Андижана. Через Алтинкуль проходить автошлях Андижан—Чинабад.
Населення становить 3697 осіб (перепис 1989).